# Dolerus cothurnatus
Dolerus cothurnatus är en stekelart som beskrevs av Amédée Louis Michel Lepeletier 1823. Dolerus cothurnatus ingår i släktet Dolerus, och familjen bladsteklar. Det är osäkert om arten förekommer i Sverige.